# بايف
بايف (بالفرنسية: Baillif)‏ هي بلدية يسكنها 5094 نسمة (حسب إحصاء 1 يناير 2011)، وهي تقع في إقليم جوادلوب في جزر الأنتيل الصغرى.